# Leo Senden
Leo Senden (* 11. Juli 1888 in Turnhout; † 5. Dezember 1944 im KZ-Außenlager Ellrich-Juliushütte) war ein belgischer römisch-katholischer Geistlicher und Märtyrer.

## Leben
Leon Maria Honorius Senden war der Sohn eines Gymnasialdirektors.  Nach Schulbesuch in Hoogstraten (Belgien) und Studium in Mechelen wurde er 1913 zum Priester geweiht. Er begann eine Laufbahn als Lehrer und Erzieher an der Sint-Norbertus-Schule in Antwerpen (1915–1920 als Lehrer, 1932–1936 als Direktor) und als Rektor der Katholischen Flämischen Volkshochschule (1920–1932). In dieser Zeit veröffentlichte er in flämischer Sprache mehr als ein Dutzend Bücher, teils Schulbücher, teils Bücher zur Insektenkunde, von denen ein Titel auch ins Französische übersetzt wurde. 1936 wurde er Dechant in Hoogstraten.
Wegen Widerstandsaktivitäten wurde er am 1. Mai 1944 festgenommen und kam über das Gefängnis Antwerpen in das KZ Buchenwald, dann in das KZ Mittelbau-Dora. Er kam zum Arbeitseinsatz in das KZ-Außenlager Ellrich-Juliushütte und starb dort am 5. Dezember 1944 im Alter von 56 Jahren.

## Gedenken
In Hoogstraten ist die Deken Sendenstraat nach ihm benannt.

## Werke
- De vliegmachines. Antwerpen 1911. (Flugmaschinen)
- Zielebalsem, tot zalving en heil der biddende jeugd. Proost, Turnhout 1924. (Seelenbalsam)
- Meetkunde. Antwerpen 1925. (Geometrie)
- Leerboek der stelkunde. Lier 1928. (Algebra)
- Uit het huishouden der mieren. 2 Bde. Davidsfonds, Brügge 1929. (Ameisen)
- Praktische scheikunde. Metalloïden en metaalzouten. Lier 1931. (Chemie)
- De orde in de natuur. Antwerpen 1932. (Ordnung in der Natur)
- Het ontstaan van het leven. Antwerpen 1932. (Entstehung des Lebens)
- Onze huisinsecten. Löwen 1933 (Hausinsekten)
- Drama's en idyllen in de vijver. Antwerpen 1933. (Leben im Teich)
  - (französisch) Drames et idylles de l'étang. Brüssel 1937.
- Bewoners van krotten en achterbuurten. Abdij Averbode 1936. (betrifft Insekten und Käfer)
- Ons keverboek. Löwen 1939. (Käfer)
- Mooie vlinders. Hoogstraten 1939. (Schmetterlinge)
- Muggen en vliegen. Utrecht 1952. (Mücken und Fliegen)